# Magnus August Pontin
Magnus August Pontin, född den 1 november 1866 i Visby, död den 15 april 1901 i Stockholm, var en svensk läkare. Han var son till David Magnus Pontin.
Pontin blev student vid Uppsala universitet 1885, medicine kandidat vid Karolinska institutet i Stockholm 1892 och medicine licentiat där 1898. Han var praktiserande läkare i Stockholm. Sommaren 1900 var han läkare vid Borgholms kallbadhus. Pontin är begravd på Solna kyrkogård.